# ウジェーヌ・バタイユ

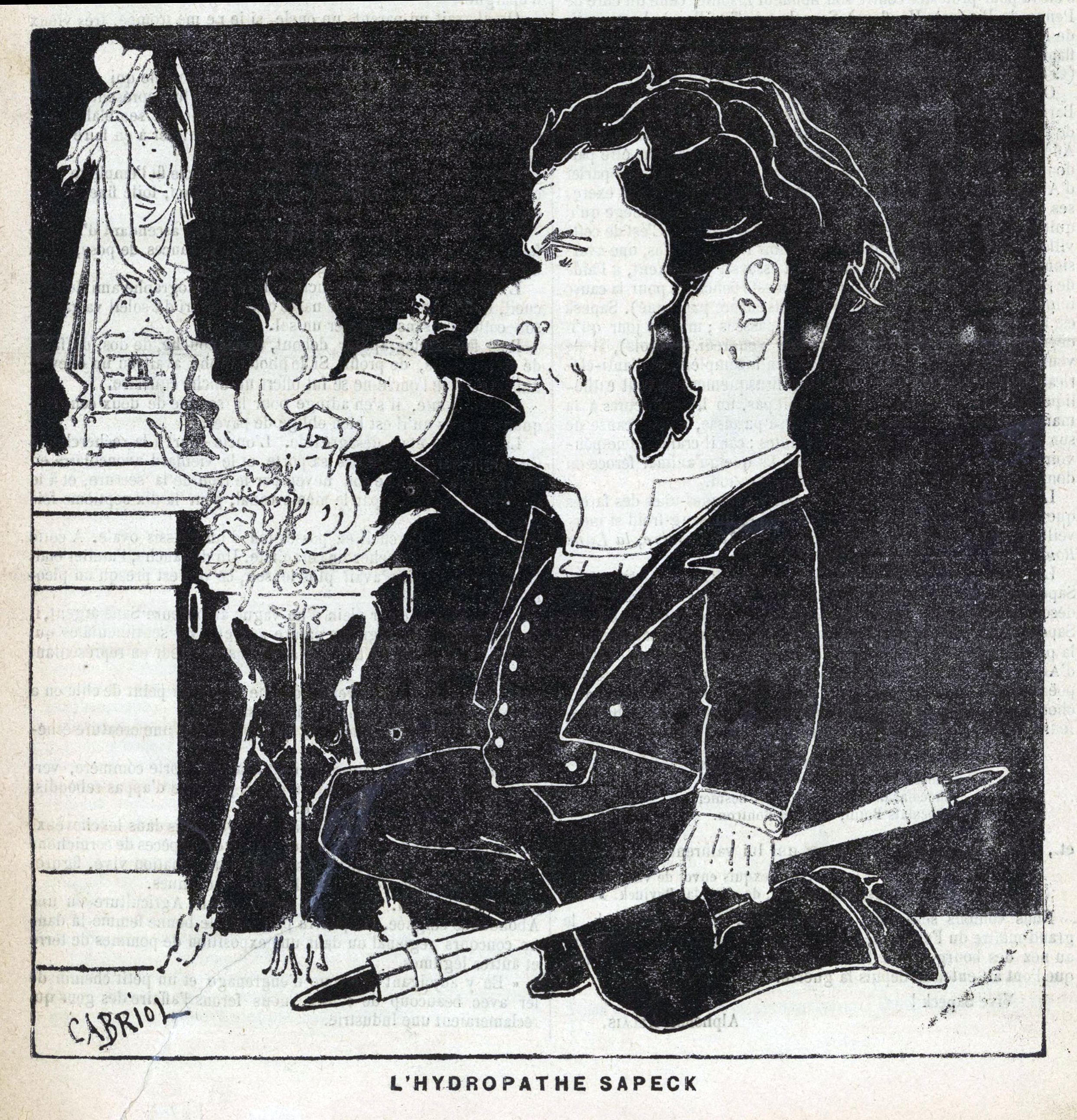
Cabriolによるバタイユのカリカルチュア

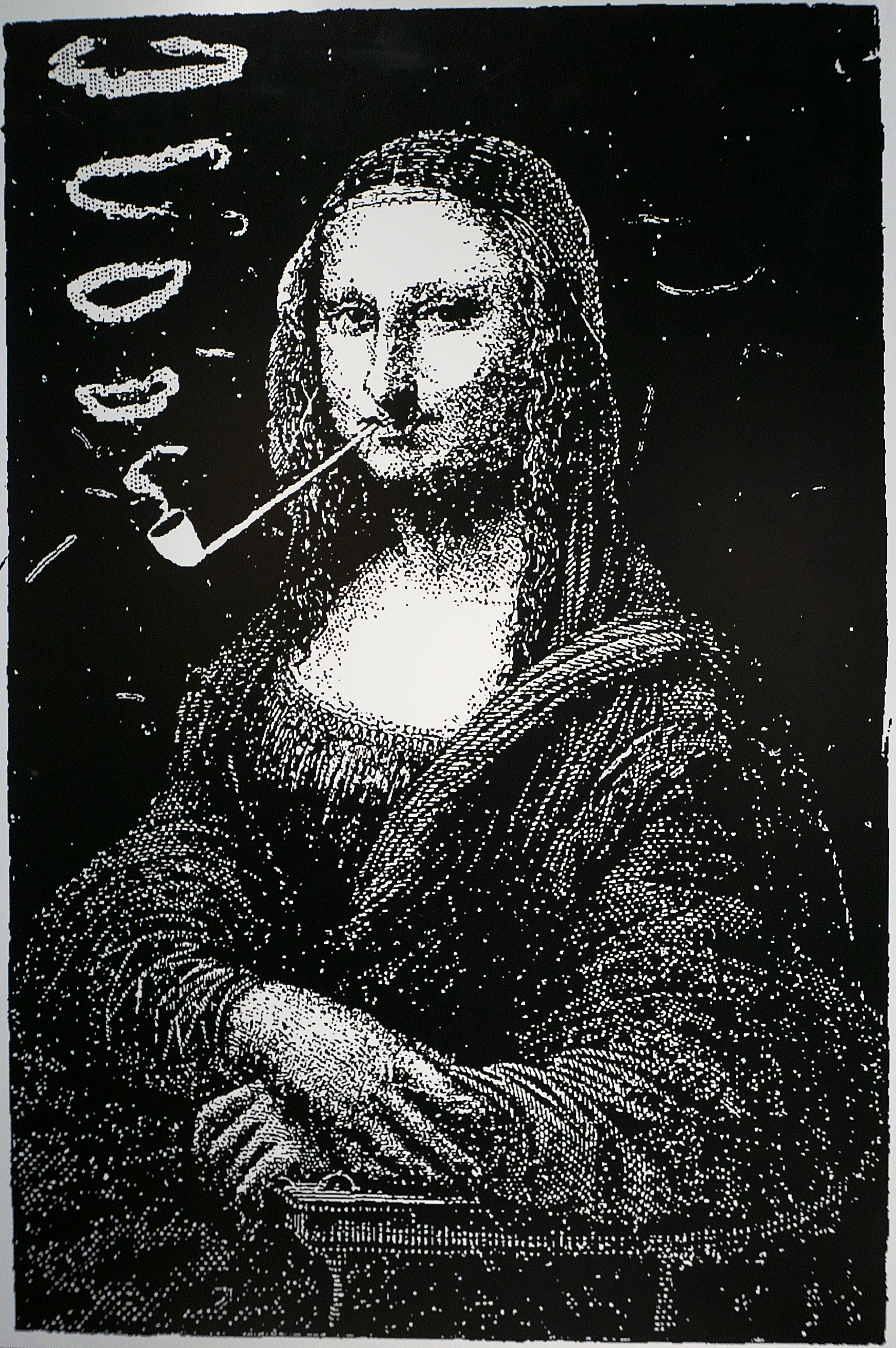
バタイユ作「パイプをふかすモナリザ」(1887)

アルテュール・サペック（Arthur Sapeck）のペンネームで知られるウジェーヌ・バタイユ（Eugène François Bonaventure Bataille、1854年5月7日 - 1891年6月10日）は、フランスのイラストレーターである。1887年にバタイユが描いたパイプをふかすモナリザのイラストは後のダダイズムのさきがけとも評価されている。

## 略歴
サルト県のル・マンで生まれた。2013年に出版された作家、ミッシェル・ダンセル（Michel Dansel: 1935-）の『風変わりな人々（Les Excentriques）』によれば、ウジェーヌ・バタイユは「訓練を受けた弁護士」であり、「音楽家、風刺画家、イラストレーターとしての才能を示し、腹話術師としても才能を発揮した。」とされる。。
詩人で小説家のエミール・グードーによって1884年に設立されたパリの文学クラブ「イドロパット(Les Hydropathes)」や「フュミスト(Fumistes)」、「アール・アンコエラン（Arts Incohérents、支離滅裂派とも)」と呼ばれたグループで活動した。1883年に「アール・アンコエラン」の展覧会に出展された「パイプをふかすモナリザ(La Joconde fumant la pipe）」は、1887年に雑誌「Le Rire」に掲載された。既存の作品を改変し風刺する「反芸術」の作品は伝統的な芸術の概念を壊そうとした20世紀のダダイズムなどの運動のさきがけであるとも評価されている。『パイプをふかすモナリザ』は1919年にダダイストのマルセル・デュシャンが『L.H.O.O.Q.』のタイトルで発表した、『モナリザ』を複製した安価な絵葉書に、鉛筆で口ひげやあごひげを描き加えただけの作品の直接的な先駆けの作品とされている。「アール・アンコエラン」は1896年までに活動を終えた。
1888年に結婚し、2人の子供をもうけた。1889年から精神疾患のためオワーズ県のクレルモンの施設に入院し、1891年にそこで亡くなった。

## 作品

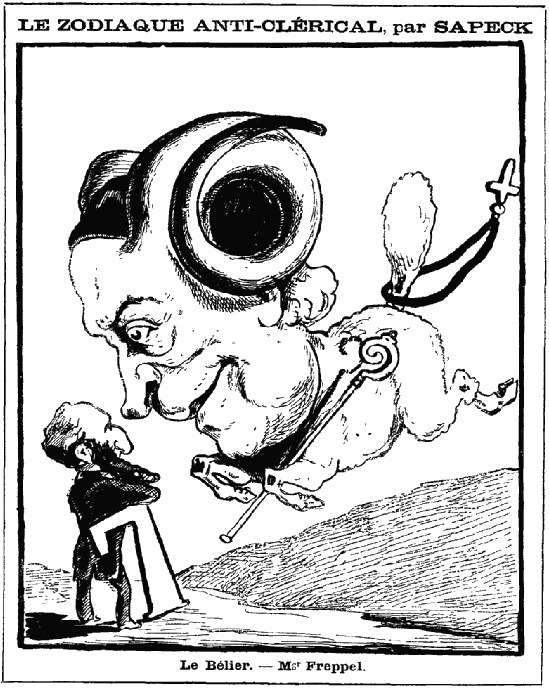
「反聖職者」の風刺画 (1881)
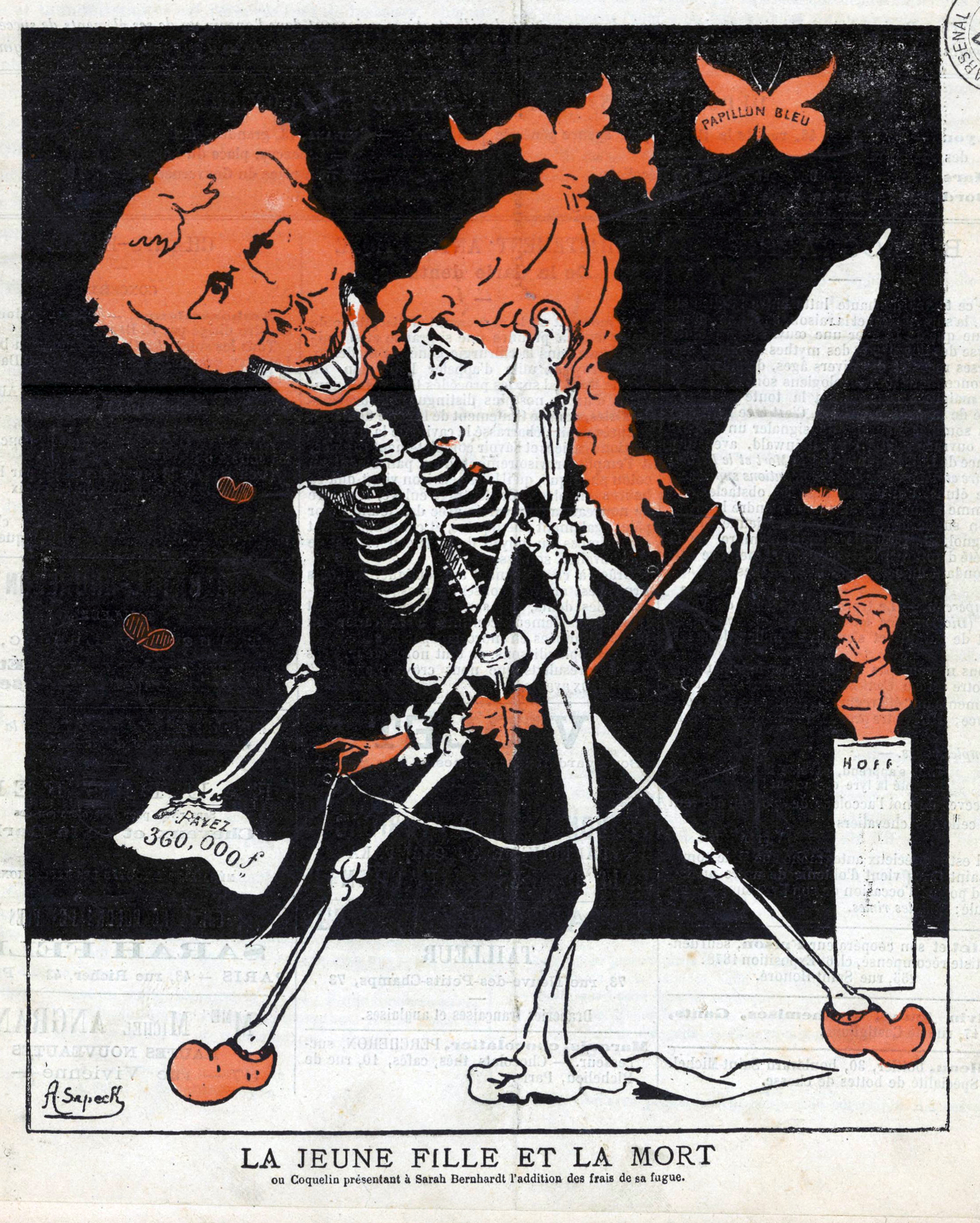
「Tout-Paris」（「L'Hydropathe」の別冊）のカリカルチュア
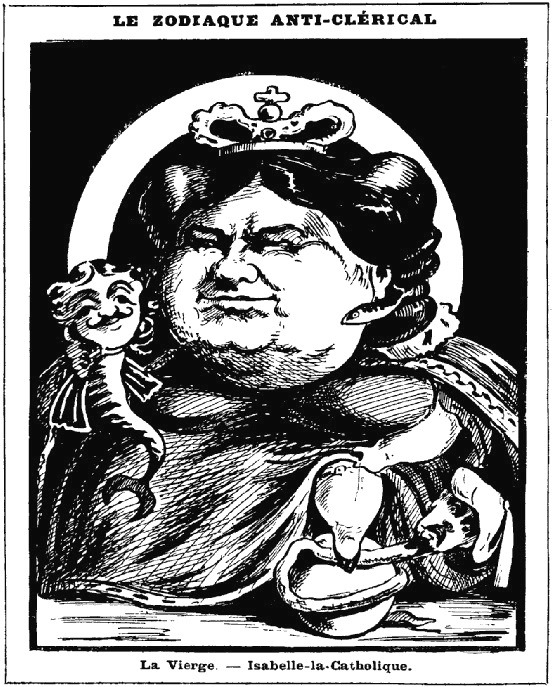
La Vierge : Isabelle-la-Catholique　「反聖職者」の風刺画 (1881)